# Sub tuum præsidium

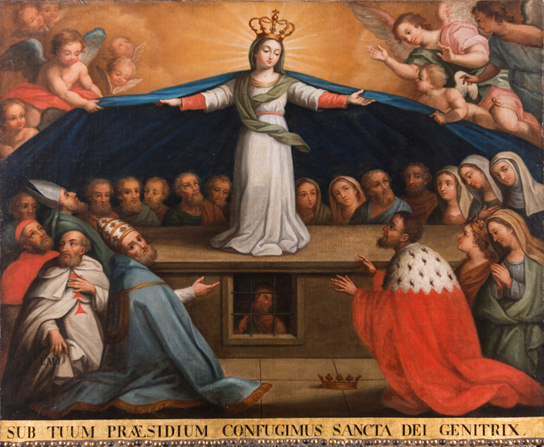
Drapeau de procession à la Santa Casa de Misericórdia de Lisbonne.

L'antienne mariale Sub tuum præsidium, ou Sous l'abri de ta miséricorde en traduction, est une prière catholique dédiée à la Vierge Marie. Il s'agit de la plus ancienne prière adressée à Notre Dame, parmi les textes non bibliques. Son texte fut retrouvé sur un papyrus égyptien écrit en grec et daté du IIIe siècle ou du siècle suivant. Dans l'usage contemporain, le texte est une réflexion entre Exode 34,6 « Dieu de tendresse et de miséricorde » et Éphésiens 4,32 « Soyez les uns envers les autres miséricordieux ».

## Texte de la prière
| latin | français |
| --- | --- |
| Sub tuum præsidium confugimus, sancta Dei Genetrix ; nostras deprecationes ne despicias in necessitatibus ; sed a periculis cunctis libera nos semper, Virgo gloriosa et benedicta. | Sous l'abri de ta miséricorde, nous nous réfugions, Sainte Mère de Dieu. Ne méprise pas nos prières quand nous sommes dans l'épreuve, mais de tous les dangers, délivre-nous toujours, Vierge glorieuse et bénie. |

## Historique

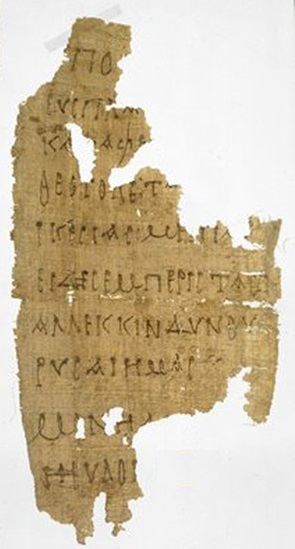
John Rylands Library, manuscrit Greek P 470 (voir notice de l'université de Manchester)

### Origine
Le manuscrit le plus ancien fut découvert en 1917 et en Égypte par James Rendel Harris. Il s'agit d'un fragment de papyrus sur lequel était écrit le texte de Sub tuum en grec. À peine acquis, le manuscrit fut accueilli au John Rylands Library à Manchester. Plus tard, celui-ci fut étudié par Colin Henderson Roberts († 1990) de l'université d'Oxford, futur membre de Fellow of the British Academy. En 1938, le manuscrit Grec 470 fut présenté dans sa publication,,.
D'après l'université de Manchester, ce manuscrit aurait été en usage personnel et non liturgique. Surtout, sur le dos, rien ne fut écrit. Si Roberts considérait qu'il daterait du IVe siècle, cette hypothèse était souvent contestée. La datation variait, paléographiquement, entre le IIIe et le IXe siècles, selon les chercheurs,. Arrivée à Manchester en 2009, Roberta Mazza, PhD, commença à déterminer la question de datation. Non seulement son équipe effectua l'analyse de l'écriture mais aussi elle profita de la technique de la datation par le carbone 14, qui a ses limites. Cette dernière est utile pour la datation de papier et non pour celle d'encre. Elle adopta aussi la spectroscopie Raman et d'autres techniques qui n'endommagent pas le manuscrit,. Si le manuscrit est assez ancien, soit du IIIe siècle soit du IVe siècle, pour ce type de manuscrits, la datation reste loin d'être parfaite.
Aussi s'agit-il du témoignage le plus ancien de la prière chrétienne dédiée à Sainte Marie, hormis les textes bibliques, car sur la ligne IV, on lit le vocatif grec de la Mère de Dieu, θεοτόκε. En outre, il est important que le manuscrit soit antérieur au concile d'Éphèse (431) qui adopta le dogme de la Mère de Dieu. Il est à noter que le rite copte aussi garde la pratique de prière Nous nous réfugions, Theotokos,. Or, le manuscrit a une bonne ressemblance avec la version byzantine tandis que le texte copte est assez différent. Donc, manque de manuscrit similaire, il n'est pas possible d'identifier le lieu de la composition. Et c'est Henri de Villiers de la Schola Sainte Cécile qui présenta une hypothèse du motif : invocation dans un contexte de la persécution de Dèce (250) ou de la persécution de Valérien (257). L'auteur, dans les difficultés, appelait à la compassion de la Theotokos afin d'obtenir son intercession.
La prière du papyrus dont le texte avait partiellement été perdu est très proche de celle de l'église orthodoxe, à la différence de la version en rite romain.     
| traduction orthodoxe ◄ | transcription ◄ | texte byzantin | manuscrit Grec P 470 | ► traduction de Grec P 470 |
| --- | --- | --- | --- | --- |
| Sous ta miséricorde, nous nous réfugions, ô Mère de Dieu, ne méprise pas nos besoins mais du danger libère-nous, seule pure, seule bénie. | Upò tén sén Eusplagchìan Katafeùgomen Theotòke tàs emon Ikesìas mè par. Ides en peristàsei All'ek kindùmon Lutrosai emàs Mòne agnè Mòne eùlogeméne. | Ύπò τήν σήv εύσπλαγχνίαν καταφεύγομεν Θεοτόκε. Τάς ήµών ίκεσίας μή παρίδης έν περιστάσει. Αλλ' έκ κινδύνων λύτρωδαι ήμάς μόνη αγνή μόνη ευλογημένη. | [ύ]ΠΟ [τήν σήν] ΕΥCΠΛΑ [γχνίαν] ΚΑTAΦE [ύγομεν] ΘΕΟTOΚΕ. ΤΑ[ς ήμών] ΙΚΕCIACMHΠΑΡ ΕΙΔΗCEMΠΕΡΙCTACEI ΑΛΛΕΚΚΙΝΔΥΝΟΥ ΡΥCΑΙΗΜΑC ΜΟΝΗΑ[γνή] [μόν]ΗΕΥΛΟΓ [ημένη]. | Sous ta miséricorde, nous nous réfugions, ô Theotokos, ne méprise pas nos supplications dans le besoin, mais du danger libère-nous, seule pure, [seule] bénie ! |

(Transcription et restitution de manuscrit Grec P 470 par Otto Stegmüller, 1952,)
Il faut remarquer qu'au début de prière, le mot εύσπλαγχνίαν (ligne II) a une grande importance. L'emploi de ce terme qui signifie avoir de bonnes entrailles était particulier. Le sens évolua, dans le contexte théologique du christianisme, comme compassion ou tendresse avec l'image de la Mère de Dieu qui avait des entrailles saines,. Auprès de l'église byzantine, le mot entrailles (de Sainte Marie), εύσπλαγχνίαν, signifiait dorénavant miséricorde, tout comme la traduction au-dessus,.      

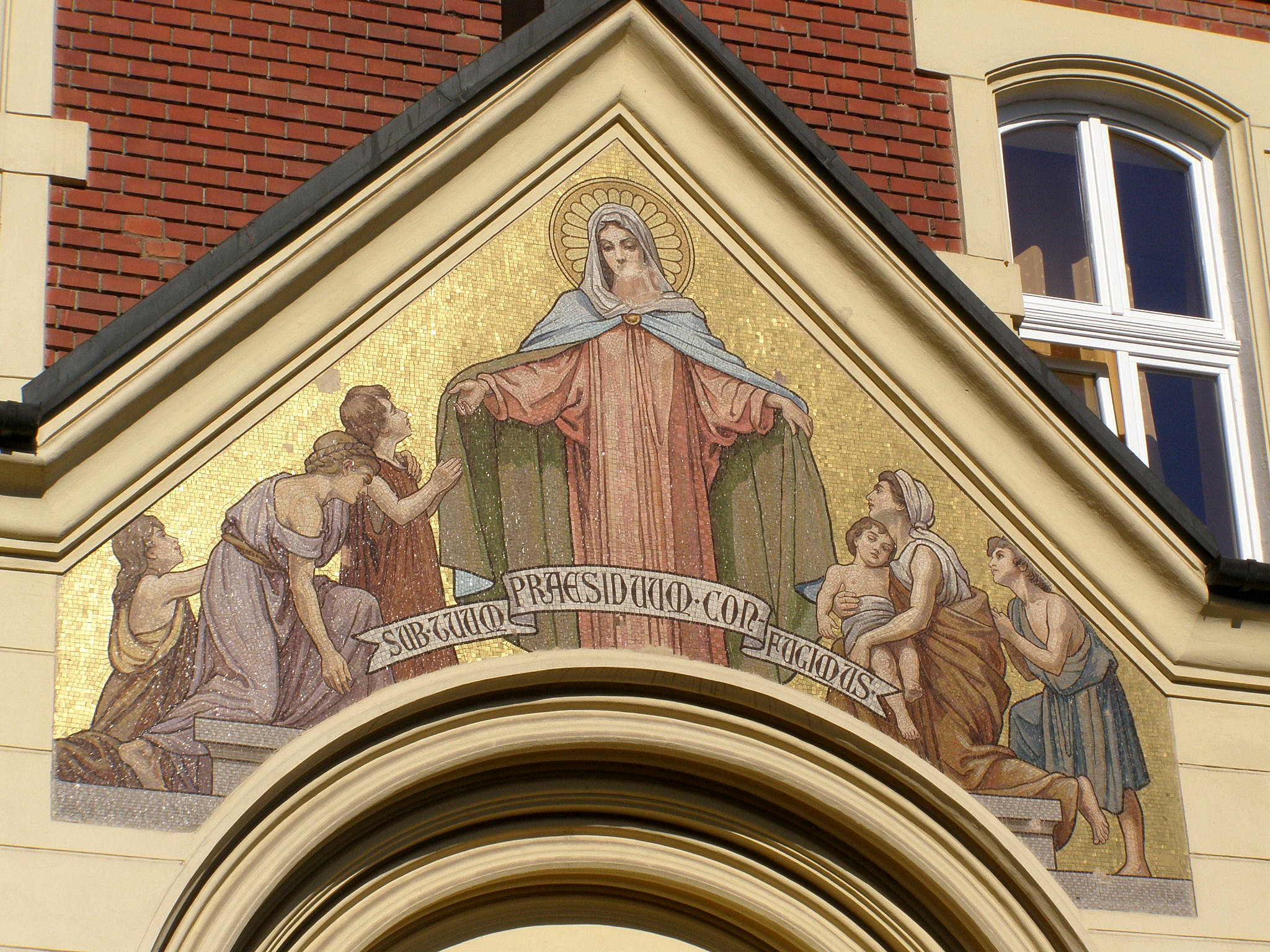
Le texte le plus ancien suggère que l'auteur aurait été en péril, sans doute sous la persécution. Mosaïque dans la ville de Bratislava.

### Adoption auprès de l'Église d'Occident

#### Rite ambrosien
En 1989, Marek Starowieyski établit la liste qui compte tous les auteurs sur le titre de Théotokos, Mère de Dieu. En employant pour la première fois la traduction en latin Mater Dei, saint Ambroise de Milan († 397) était parmi eux. Ce dogme Théotokos fut élaboré auprès de l'église byzantine entre les IIIe et VIe siècles, ainsi que définitivement adopté en 431 par le concile d'Éphèse. D'ailleurs,pour lutter contre l'hérésie d'Arius, saint Ambroise fut le promoteur de la psalmodie en manière de la liturgie byzantine contemporaine. Il est donc probable qu'à Milan, le chant Sub tuum pour la Mère de Dieu fut accueilli sans doute au Ve siècle ou au siècle suivant, plus tôt que dans le rite romain. De plus, l'importation était directe de l'église byzantine, ce que son texte indique. Or, faute de manuscrits anciens, il n'est pas facile de retrouver la trace de cette importation à Milan. Quoi qu'il en soit, l'usage de Sub tuum dans le rite ambrosien reste très important (voir Liturgie ambrosienne).

#### Rite irlandais
En ce qui concerne le rite irlandais, qui disparut après que saint Grégoire le Grand († 604) eut recommandé le règle de saint Benoît au lieu de la règle de saint Colomban, la pratique de Sub tuum ne s'y trouve pas. Le précieux manuscrit antiphonaire de Bangor manque de ce texte.

#### Rite romain
L'origine du texte dans le rite romain, une adoption, reste floue : quand et où ? En effet, le chant ne se trouve pas dans les cinq livres restants du chant vieux-romain, lequel était en usage au Saint-Siège de Rome et alentour, avant que le chant grégorien ne le remplace dans le royaume carolingien. Il est logique que l'antienne Sub tuum præsidium n'existât pas dans quelques manuscrits grégoriens les plus anciens mais importants, tel l'antiphonaire de Hartker (entre 990 et 1000),. Le manuscrit Laon 239 non plus, ce graduel romain très connu ne contient pas cette antienne. Enfin, le plus ancien manuscrit du chant grégorien, antiphonaire du Mont-Blandin, qui avait été copié vers 800, ne contient pas Sub tuum.
L'origine hypothétique de l'adoption dans le rite romain serait en fait une liturgie locale. Contrairement à ces manuscrits authentiques, une variante de Sub tuum se trouve dans le dit antiphonaire de Compiègne, un manuscrit grégorien sans notation. Un des manuscrits très sûrs, car Dom René-Jean Hesbert de Solesmes en choisit pour ses références. Sans doute y inséra-t-on ce chant, avec le Gregorius præsul :
- Bibliothèque nationale de France, manuscrit latin 17436, Antiphonaire de Compiège, folio 74v (vers 870) : [manuscrit en ligne] « Sub tuum præsidium confugimus Dei Genetrix ; nostras deprecationes ne despicias in necessitatibus ; sed a periculis libera nos semper, Virgo benedicta. »

Comme il manquait quelques mots, le texte était plus court. Par ailleurs, l'antienne mariale était destinée à l'office des laudes de l'Assomption de Marie, le 15 août. Certes, le manuscrit fut copié pour la liturgie grégorienne sous le règne de la dynastie carolingienne. Or, il faut remarquer qu'auparavant, la Gaule avait été évangélisée par des prêtres grecs tel Irénée de Lyon. L'antienne grégorienne Media vita in morte sumus était tout à fait issue d'un trope inséré dans le Trisagion. Pour conclure, il faut continuer l'étude. Car le copiste écrivit déjà liberanossemp. tout comme la version latine actuelle (delivre-nous toujours) et non semper Virgo (toujours Vierge) dans le texte grec.
Dans le fonds grégorien, sa partition se trouve auprès de quelques manuscrits copiés à partir du Xe siècle, par exemple :
- Bibliothèque nationale de France, manuscrit latin 12044, Antiphonarium ad usum Sancti Mauri Fossatensis, folio 178r (entre 1100 et 1115)[18] : [manuscrit en ligne] - antienne de l'octave de l'Assomption de Marie

À la différence des usages tardifs, les manuscrits grégoriens les plus anciens indiquent que l'antienne Sub tuum était réservée à l'Assomption de Marie (15 août), à son octave (22 août) ou à la Nativité de Marie (8 septembre). Puis l'usage variait, pour l'Immaculée Conception (8 décembre) ou l'Annonciation (25 mars),.
Le chant évolua. Une version très ornée se trouve auprès de la bibliothèque de l'abbaye territoriale d'Einsiedeln, manuscrit 611, folio 216r  (XIVe siècle, avant 1314).
En résumé, l'usage dans le rite romain fut établi par étapes, et, à l'origine, il ne s'agissait pas d'un rite de Rome et alentour. Il semble que, devenue d'abord tradition monastique, l'antienne ait été définitivement fixée dans le rite à la suite de la Contre-Réforme.

### À la Renaissance
Si la composition musicale, en polyphonie, n'était pas nombreuse, on compte quelques grands compositeurs de l'école franco-flamande, qui avait une immense influence sur la musique liturgique de l'époque. Il s'agissait de Heinrich Isaac, d'Antoine Brumel, d'Adrien Willaert et de Cipriano de Rore. Très importants, car ils connaissaient, en tant que patrons, de grands princes de l'Europe, tels Laurent de Médicis et l'empereur Maximilien Ier pour Isaac. D'ailleurs, Willaert fut, durant 35 ans, maître de la Cappella Marciana à la basilique Saint-Marc de Venise. À la suite de son décès, Cipriano de Rore lui succéda en 1563. Ces compositions signifient donc que l'antienne Sub tuum était diffusée, à cette époque-là, en faveur de la liturgie de grands paroisses. Enfin, Giovanni Pierluigi da Palestrina, qui était étroitement lié au Vatican, laissa son motet dans le cadre de la Contre-Réforme.

### Contre-Réforme
À la suite du concile de Trente, l'Église confirma sa dévotion pour la Sainte Vierge de laquelle le dogme est contesté par les protestants. Aussi, dans le rite romain, la pratique des prières de l’Officium parvum Beatæ Mariæ Virginis, qui existait depuis le Xe siècle, fut-elle formellement adoptée dans le cadre de la Contre-Réforme. Plus précisément, les prières dans ce Petit office de la Vierge Marie, y compris Sub tuum, se trouve à partir du bréviaire romain, publié en 1568 sous le pontificat de Pie V.
Aussi l'usage fut-il tout à fait établi, dans la liturgie des Heures d'après le rite romain. On le trouve en détail, par exemple, dans le Breviarium fraturum B[eatæ] Virginis Mariæ de Monte Carmeli ... cum Officiis Sanctorum pro tota Ecclesia ordinatis, et aliis eidem Ordini concessis usque ad Sanctissimum D[ominum] N[ostrum] Innocentium XII, sorti en 1693 : « Ad Completorium : ... Nunc dimittis ... Eadem dicitur ad utrumque Completorium, quando de glor. Nomine Mariæ agitur ante Septuag. Post Septuag. vero et quand extra tempus Pasch. fit de B. Virgine in Sabbato, et per Octavas ejusdem dicitur An[tiphon]a.  » Donc, on chantait ou recitait l'antienne Sub tuum aux complies, avec le cantique Nunc dimittis qui précède. Dans le calendrier, d'abord, pour la louange du nom de Très Sainte Marie, jusqu'à la septuagésime ; après la septuagésime, il s'agissait de la période qui suivait le  Temps pascal (où s'employait une antienne alléluiatique particulière), à savoir après Pentecôte ; notamment en faveur de l'Assomption de Marie on chantait à partir de la vigile (la veille) jusqu'à l'octave, d'après la tradition. Jusqu'au XIXe siècle, cette antienne mariale accompagnait toujours au cantique Nunc dimittis, en faveur des offices de Sainte Vierge :
Une nouveauté était l'insertion de l'antienne dans les litanies de Lorette, consacrées à Sainte Vierge Marie. Dorénavant, elle se trouvait dans le bréviaire romain. Ainsi, le Breviarium romanum cum Psalterio, publié en 1674, contenait cette antienne à la fin, entre les trois Agnus Dei et l'oraison de conclusion Ora pro nobis .
La ville de La Rochelle connaissait son usage dans le contexte de cette Contre-Réforme. À la suite du Siège de La Rochelle (1627-1628), le roi de France Louis XIII chargea à la ville d'effectuer la procession générale en hommage à la Sainte Vierge. En 1768 encore, cette procession était respectée. Une fois le cortège arrivé au pied de la fontaine royale, on chantait aux vêpres, dans cette optique, la Sub tuum præsidium.
Le XVIIIe siècle se caractérisait de l'indulgence auprès de l'Église, accordée par plusieurs papes. Ainsi, par le décret de la Sacrée congrégation des indulgences daté du 5 avril 1786, Pie VI accorda aux fidèles une indulgence de cent jours. Afin d'en obtenir, il était demandé de prier au matin la Salve Regina puis la Sub tuum pæsidium au soir .

### Musique classique
Au XVIIIe siècle, Jan Dismas Zelenka laissa dix versions de Sub tuum præsidium. En effet, à cette époque-la, l'antienne était chantée en tant qu'une partie des litanies de Lorette (voir au-dessus), ce qui restait une fonction importante. Dans l'optique de distinguer la fin des litanies, le compositeur répondit au besoin de cette liturgie.
Cependant, l'antienne intéressa peu de grands compositeurs. Contemporain de Zelenka, Marc-Antoine Charpentier composa trois motets et un prélude pour les instruments, ceux qui restaient exceptionnels. Les œuvres d'André Campra et de Louis-Nicolas Clérambault étaient destinées à l'usage de la Chapelle royale à Versailles. Or, cela ne devint jamais tendance.
Même au XIXe siècle, la composition musicale de ce texte était assez modeste, contrairement à d'autres chants liturgiques florissants. Camille Saint-Saëns était le seul grand compositeur qui ait effectué plusieurs compositions. La plupart des œuvres furent écrites par les musiciens moins connus, mais exactement en faveur de l'usage liturgique et spirituelle. L'antienne manque notamment de répertoire du XXe siècle.
En bref, on préférait et préfère la version grégorienne.

### Liturgie au XIXe siècle
Dom Joseph Pothier présentait, dans son article de la Revue du chant grégorien (1893), deux usages restants dans le rite romain. D'une part, il s'agissait de l'usage traditionnel et officiel pour les complies, réservé à l'office de la Sainte Vierge. L'antienne s'accompagnait du cantique Nunc dimittis. D'autre part, on la chantait lors de la bénédiction solennelle d'une statue de Sainte Vierge.
En ce qui concerne la liturgie locale, l'utilisation connaissait plus de variété en France. Surtout, c'était en faveur du salut du Saint-Sacrement, assez fréquemment. Le diocèse de Beauvais pratiquait, par exemple, une version de plain-chant musical (Office noté du diocèse de Beauvais, 1843) . Il s'agissait d'un genre contemporain, avec lequel Henry Du Mont avait connu un grand succès, en mode moderne. On en exécutait en alternance entre le chantre et le chœur. À vrai dire, jusqu'à la reforme liturgique de saint Pie X, qui fut inaugurée en 1903, l'Église catholique n'avait jamais interdit la liturgie locale. L'usage de cette antienne devint dorénavant moins fréquent.
Au regard des monastères, par exemple la règle de saint Augustin continuait à faire pratiquer la Sub tuum. Ainsi, dans la liturgie des Heures, à seize heures et demi, elle était chantée à la fin de Chapelet qui précédait les offices de vêpres et de complies, puis, à la fin des matines et laudes aussi qui se commençaient à vingt heures, avant que l'on se rende au dortoir . À l'occasion du chapitre général, on chantait l'hymne Veni Creator Spiritus ensuite la Sub tuum .

## Usage liturgique

### Liturgie actuelle de l'Église catholique
L'Église catholique, depuis le concile Vatican II, n'emploie plus cette antienne dans le calendrier liturgique.
Le Saint-Siège invite cependant les fidèles à prier la Sous l'abri de ta miséricorde. Cette dernière est comptée parmi les prières communes, dans le motu proprio Compendium du Catéchisme de l'Église catholique, duquel fut déclaré le 28 juin 2005 par le pape Benoît XVI. En particulier, le pape François demanda, par le bulletin daté du 29 septembre 2018, de prier en octobre entier, qui est le mois de la Vierge Marie, afin de protéger l'Église catholique contre le diable. Le Saint-Père recommandait donc, dans cette optique, la pratique du chapelet, l'antienne Sub tuum præsidium et la prière dédiée à saint Michel.
L'antienne en grégorien non plus, ne fut pas supprimée. Le 14 juin 2020 à la basilique Saint-Pierre, elle fut chantée à la fin de la messe solennelle de la Fête-Dieu, à la place de quatre antiennes mariales.

### Liturgie ambrosienne
Le texte en latin du rite ambrosien, qui est issu du rite byzantin, demeure différent du rite romain.
En ce qui concerne  d'autres usages, d'abord, comme le rite romain, la conclusion des litanies de Lorette . C'est également ce qui suit de la séquence Stabat Mater . Dans ces cas, en Italie le texte ambrosien remplaçait simplement celui du rite romain.
Dans le rite ambrosien, le principe de l'utilisation de Sub tuam (tuum) est la prière de conclusion pour un texte important qui se consacre à la Vierge Marie.
Ces sources imprimées sont des fruits à la suite de la réforme liturgique ambrosienne du XVe siècle, qui avait pour but de rétablir l'ancienne tradition ambrosienne, ayant subi une influence considérable de la Renaissance carolingienne auprès des monastères. À la suite de la réforme récente, en 1983 une nouvelle version fut sortie dans laquelle la liturgie de la Purification de Marie reste très importante. En effet à Milan, la Purification qui avait été intégrée dans le rite ambrosien vers le IXe siècle est la plus importante fête consacrée à la Vierge Marie. Il est normal que l'antienne et une variante aient été maintenues pour la procession solennelle.

### Liturgie orthodoxe
Le texte de prière Sub tuum est utilisé, dans le rite byzantin traditionnel, après les tropes des vêpres pour quelques fêtes. Actuellement, elle est facultative et peut être chantée par le chœur à la fin du dernier office de jour, Apodeipnon. Il s'agit de grandes complies ou de petites complies, selon le calendrier. La liturgie byzantine se caractérise de sa richesse du répertoire pour la Théotokos dans son hymnographie. En chantant, on loue cette Théotokos sur tous les tons. La Sub tuum misericordiam est chantée, en premier mode plagal et avec la mélodie traditionnelle issue du patriarcat œcuménique de Constantinople.

### Liturgie copteet le reste[Quoi ?]
L'usage de texte semblable se trouve tant dans la liturgie de l'église copte orthodoxe que dans celle de l'église catholique éthiopienne,. D'autres rites orientaux qui concernent sont ceux de l'église catholique arménienne, de l'église syriaque orthodoxe antiochienne, de l'église maronite et le reste.
Le texte du rite copte, qui est souvent mentionné, reste en réalité différent du manuscrit Grec P 470. De surcroît, selon Gabriele Giamberardini, le texte copte Sub præsidium n'existe que dans l'horologion catholique oriental et aucun livre orthodoxe ne connait cette version. Aucune paternité ne peut être établie.

## Œuvres musicales

### À la Renaissance
- Heinrich Isaac (vers 1450 - † 1517) : motet à 4 voix, dans le manuscrit 530 de la bibliothèque de l'abbaye de Saint-Gall[37]
- Antoine Brumel (vers 1460 - † vers 1513) : motet[38]
- Pedro de Escobar (vers 1465 - † vers 1535) : antienne à 3 voix[39]
- Constanzo Festa (vers 1485 - † 1545) : motet[40]
- Adrien Willaert (vers 1490 - † 1562) : motet à 5 voix[41]
- John Taverner (vers 1490 - † 1545) : motet[42]
- Adam Aquanus (vers 1492 - † 15...) : motet en déchant, dans le manuscrit 463 de la bibliothèque de l'abbaye de Saint-Gall[43] [manuscrit en ligne]
- Thomas Créquillon (vers 1505 - † vers 1557) : motet[44]
- Cipriano de Rore (vers 1515 - † 1565) : motet[45]
- Giovanni Pierluigi da Palestrina (vers 1525 - † 1594) : motet à 4 voix, dans le recueil Motectorum liber secundus (1581)[46]

### Musique baroque
- Ignazio Donati (vers 1570 - † 1638) : motet selon le texte ambrosien, MdC2/1[47]
- Bartłomiej Pękiel (vers 1600 - † vers 1670) : motet à 4 voix (1661)[48]
- Jean-Baptiste Geoffroy (1601 - † 1675) : motet à 1, 2 ou 4 voix, dans le recueil Musica sacra ad varias ecclesiæ preces (1661)[49]
- Marc-Antoine Charpentier (1643 - † 1704) :
  - motet pour haute-contre, ténor, basse et basse continue, H20 (1674)[50]
  - motet pour 2 sopranos et alto, H28 (1682)[51]
  - motet pour soprano et basse continue, H352 (vers 1690)[52]
- André Campra (1660 - † 1744) : motet pour soprano solo et basse continue (1703)[53]
- Louis-Nicolas Clérambault (1676 - † 1749) : motet pour basse, violon et basse continue, dans le recueil Motets Livre 1, C104[54]
- Jan Dismas Zelenka (1679 - † 1745) :
  - série de 10 Sub tuum præsidium, ZWV157 (dont n° 2 en 1734)[25]
- Louis Lemaire (vers 1693 - vers 1750) : motet pour soprano et basse continue (vers 1730)[55]
- Johann Adolph Hasse (1699 - † 1783) : œuvre pour 2 voix, chœur à 2 voix et instruments[56]
- Bernard-Aymable Dupuy (1707 - † 1789) : motet[57]

### Musique classique
- Antoni Milwid (vers 1755 - † 1837) : cantate accompagnée d'instruments, dans le recueil 12 kantat na sopran, bas i zespół instrumentalny[58]
- Daniel-François-Esprit Auber (1782 - † 1871) : œuvre pour chœur à 4 voix et orgue, AVW72 (1854)[59]
- Théodore Nisard (1812 - † 1888) : œuvre pour 2 sopranos, baryton et orgue (1861)[60]
- Alexandre Lemoine (1815 - † 1895) : duo pour ténor et baryton ou pour soprano et alto accompagné d'orgue (1880)[61]
- Camille Saint-Saëns (1835 - † 1921) : 
  - œuvre pour alto et orgue (1859)[62]
  - œuvre pour soprano, alto et orgue (1865)[63]
  - œuvre pour 2 voix égales et orgue, dans le recueil Musique d'Église, solos, duos, trios, chœurs, Soprano ou ténor (1869)[64] [partition en ligne]
- Alexandre Guilmant (1837 - † 1911) : motet pour 2 sopranos et chœur, op. 14, n° 4 (1876)[65]
- Charles Lenepveu (1840 - † 1910) : œuvre pour solistes et chœur[66]
- Adolphe Deslandres (1840 - † 1911) : œuvre pour chœur à 4 voix (1895)[67]
- Louis-Lazare Perruchot (1852 - † 1930) : œuvre à 2 voix (1908)[68]
- Samuel Rousseau (1853 - † 1904) : œuvre pour contralto ou baryton et orgue (1893)[69]
- Ernest Belliard[70] (vers 1862 - vers 1935) : œuvre pour chœur à 4 voix et orgue[71]
- Guy Ropartz (1864 - † 1955) : motet à 2 voix égales (1898)[72]
- Paul Berthier (1884 - † 1953) : œuvre à 3 voix (1912)[73]
- Alfred Desauges[74] (18... - † 18... ou 19...) : œuvre pour chœur à 3 ou 4 voix et orgue, op. 5 (1885)[75]

### Musique contemporaine
- Federico Zandona (1968 - ) : motet à la Vierge pour chœur à 4 voix (2007)[76]

### MesseSub tuum præsidium
- Jacob Obrecht (vers 1457 - † 1505) : œuvre à 7 voix[77]

### Œuvre instrumentale
- Marc-Antoine Charpentier (1643 - † 1704) : prélude pour 2 violons et basse continue, H527 (vers 1691)[78]

### Attribution incertaine
- Josquin des Prés ou Pierre de La Rue : missa quarti toni 4.5[79]
- Wolfgang Amadeus Mozart : offertoire KV Anh C3.08 (K198)[80],[81]

## Héraldique
Le pape Innocent XI sélectionna, en faveur de sa médaille en bronze, le terme Sub tuum præsidium.
Ce terme est fréquemment choisi, pour leur héraldique ecclésiastique, par de nombreux religieux.
Désiré-Michel Vesque (1817  - † 1858), originaire de Honfleur, choisissait lui aussi cette devise. Nommé évêque de Roseau en 1856, il partit vers la Caraïbe dans l'optique de soutenir les Sœurs de Notre Dame de Fidélité qui y installaient, ce qui explique son choix. Avec une gravure, l'église Sainte-Catherine de Honfleur rende hommage à cet évêque.
Le diocèse de Mont-Laurier au Québec garde la même devise Sub tuum præsidium confugimus. Ce diocèse, créé en 1913 comme subdivision de l'archidiocèse d'Ottawa-Cornwall, était soutenu par les Chanoines réguliers de l'Immaculée Conception ainsi que les Oblats de Marie-Immaculée.
Par ailleurs, dans le blason de la ville de Socorro en Colombie, on voit sa devise SVB TVVM PRAESIDIVM, selon l'ancienne orthographe latine qui manquait de U (= V).

### Notices
- Académie de chant grégorien (Belgique) :

### Synopsis
- Université de Ratisbonne :

### Liste de manuscrits anciens
- Université de Waterloo :

### Site du Vatican
- Audience générale du pape Jean-Paul II, le 15 octobre 1997
- Audience générale du pape Jean-Paul II, le 5 novembre 1997 :
- Motu proprio Compendium du Catéchisme de l'Église catholique du pape Benoît XVI, le 28 juin 2005 :  [appendice : A) Prières communes, en latin et en français] (y compris traductions officielles du Vatican, en 14 langues, par rubriques)